# Leyenda de Santa Eulalia de Barcelona

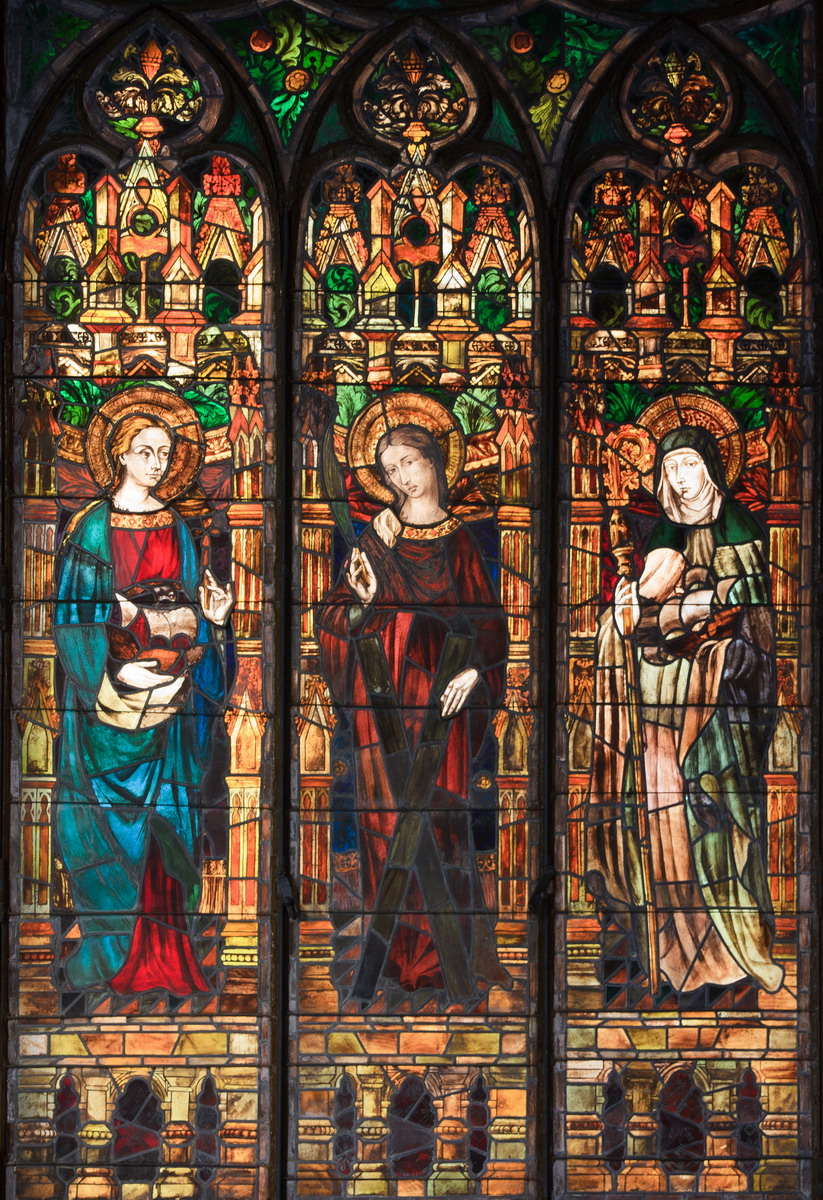
Barcelona. Ayuntamiento. Casa de la Ciutat. Galería gótica. Vidriera de Rigalt. En el centro, santa Eulalia, copatrona de la ciudad. A los lados, las patronas del barrio de la Ribera, santa Madrona, a la izquierda, y Santa María de Cervelló, a la derecha.

La leyenda de Santa Eulalia está formada por un conjunto de relatos que, con algunas variantes, explican la vida de una chica cristiana nacida en el siglo III en Sarriá o Barcelona, que fue solidaria con los pobres y que con trece años fue encarcelanda y duramente castigada por haber pedido al cónsul Daciano que el emperador Diocleciano dejara de perseguir a los cristianos.[1]
La existencia de santa Eulalia de Barcelona como personaje histórico es dudosa para algunos historiadores, que apuntan a que podría ser el fruto de un fenómeno conocido con el nombre de desdoblamiento hagiográfico, a partir de la historia de Santa Eulalia de Mérida, porque la biografía y el martirologio de ambas santas se  asemejan mucho.

## Lugar de nacimiento
Una de las versiones cuenta que la chica nació en una casa señorial situada en un lugar llamado Desierto de Sarriá.[3] Junto a la casa  había un bosque de cipreses. Un día que  paseaba, tuvo una aparición: un ángel le dijo que fuera santa y patrona de Barcelona y, en recuerdo del prodigio, los cipreses se convirtieron en palmeras, un árbol entonces desconocido en la ciudad. Por eso, la finca de Sarriá tenía palmeras y era conocida como el Desierto de Sarriá.[4]
Mientras estaba en su casa, Eulalia cuidaba los gansos que allí criaban. Por este motivo, en el claustro de la Catedral de Barcelona hay de forma permanente trece ocas (no gansos), tantos como los años que tenía al morir, de color blanco, como símbolo de su pureza.
En el número 9 del Portal del Ángel, delante del Palacio Barberá,  había una piedra que Eulalia utilizaba para descabalgar cuando venía a la ciudad a coser montada a lomos de un burro.[5]
Otras versiones apuntan a que era del interior de Barcino.

## Caridad
Era una chica muy caritativa y los pobres llamaban con frecuencia a la puerta de su casa porque siempre les daba limosna. Esto molestaba a sus padres, que la regañaban a menudo. Un día que la chica llevaba pan escondido en la falda para dárselo a una mujer pobre, su padre le preguntó qué llevaba, ella le dijo que llevaba flores, y el pan se convirtió en flores.[4]
Dos chicas que iban a buscar agua en un pozo próximo a su casa se encontraron que no  había agua en el pozo, y temiendo el castigo de su padre se echaron a llorar. Eulalia las oyó, extendió su manto sobre el brocal y el agua brotó por encima del pozo y las chicas llenaron los cántaros. Con tanta fuerza salía el agua que formó un río que sigue alimentando los pozos de Barcelona.[4]

## Martirio

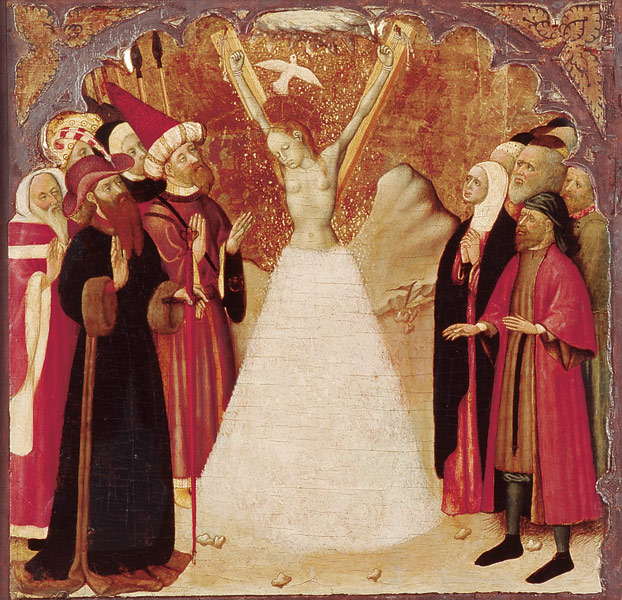
La nieve cubre a Santa Eulalia en esta obra pictórica llamada Crucifixión de Santa Eulalia, de Bernat Martorell. Procedente del Retablo de Santa Eulalia y San Juan, 1427-1437 (Vic, Museo Episcopal de Vic)

Cuando tenía trece años, se inició la persecución de Diocleciano contra los cristianos. Por eso, con valentía, a escondidas de sus padres, fue al templo para increpar y humillar al prefecto Daciano. Después de insultarlo, Daciano le pidió que adorara falsos dioses para perdonarla, pero ella le lanzó un puñado de arena encima del altar a modo de burla. Con tal motivo la apresaron y la encarcelaron en la prisión del final de la calle de la Boquería, que daba al lugar de la Vuelta de Santa Eulalia y del Remedio.[7]
Como se negó a apostatar, la chica sufrió trece tormentos, tantos como años tenía. Fue azotada, se le desgarró la carne con garfios, le  pusieron los pies sobre brasas ardientes, le cortaron los pechos, le frotaron las llagas con piedra tosca, le aplicaron aceite hirviendo en las heridas, la rociaron con plomo fundido y la lanzaron a una balsa de cal.[8]
Otro de los tormentos que sufrió consistió a meterla desnuda en un barril lleno de clavos y vidrios y lanzarla rodando trece veces por una pendiente, la actual calle denominada Bajada de Santa Eulalia, donde hay una imagen de la santa en una pequeña capilla. Para conmemorar este hecho, el día de la santa, los fieles subían y bajaban esta calle trece veces, simbolizando el recorrido del barril. También por eso, Santa Eulalia era patrona del gremio de fabricantes de barriles.[8]
También la encerraron desnuda dentro de un corral lleno de pulgas. Por eso cuando se acerca el día de su fiesta las pulgas son más gordas que nunca, porque quieren recordar el martirio de la santa. Y también por eso entre la Vuelta de Santa Eulalia y la del Remei se encuentra la Calleja de las Pulgas.[8]
Otro tormento fue el del fuego, atada la joven a una estaca; milagrosamente, sin embargo, las llamas se apartaban del cuerpo de Eulalia para dirigirse contra sus verdugos.[3] El episodio es uno de los que está representado en los relieves del trascoro de la Catedral de Barcelona.
Después de ser azotada, fue encerrada en una prisión, en un calabozo lleno de pulgas para que le picaran las heridas. Esta prisión, decía la leyenda, estaba en la calle de la Vuelta de Santa Eulalia. Por eso, el 12 de febrero, las pulgas son más gordas y pican con más furia. El sol, avergonzado de este martirio, no quiere entrar en este callejón, habitualmente oscuro, y solo lo ilumina la fiesta de Santa Eulalia.[9] 

## Muerte

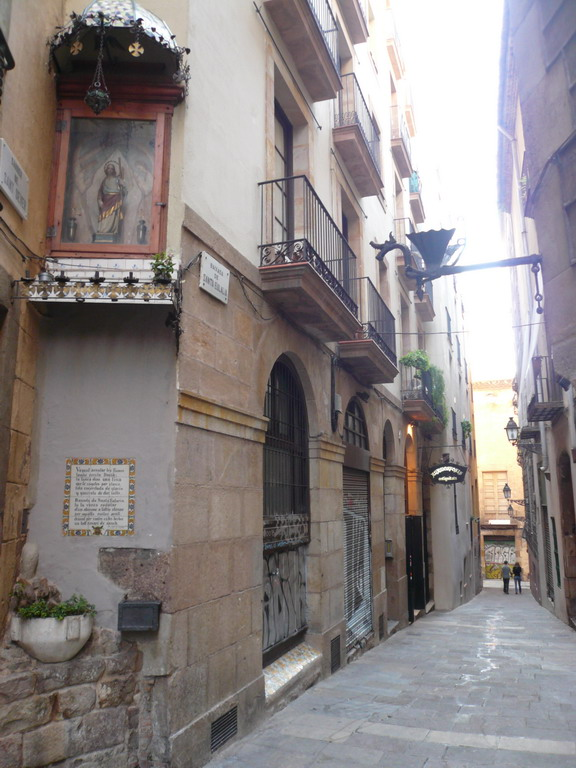
La Bajada de Santa Eulalia de Barcelona conserva el nombre, una imagen y unos versos de Jacinto Verdaguer que hacen referencia a Santa Eulalia, donde según la tradición la habrían metido desnuda en un barril lleno de clavos y vidrios y lanzado rodando trece veces por la pendiente.

Dice la leyenda que, después de estos trece tormentos, finalmente la clavaron toda desnudada en una cruz en forma de aspa (forma conocida como cruz de Santa Eulalia o de San Andrés) en la Plaza del Ángel. En aquel momento, para preservar su intimidad y que nadie la viera desnuda, le crecieron los cabellos hasta taparla o, según otras versiones, empezó a nevar hasta que quedó cubierta por la nieve. Murió en la cruz y su alma voló, en forma de paloma blanca que le salió de la boca. También se dice que un grupo de ángeles se llevaron su cuerpo al cielo. Otra tradición dice que después de morir cayó una gran nevada que hizo que los soldados que guardaban su cuerpo se fueran por culpa del frío y que sus padres se  pudieran hacer cargo de él y enterrarla. Por eso nunca nieva el día de su fiesta en Barcelona.[11]
Varios lugares de Barcelona reclamaban el honor de haber sido el lugar de la muerte de la santa, donde aparece preguntando por dirección, cargando con ella flores. Uno de ellos era el Pla de la Boqueria (motivo por el cual, en la casa de la Rambla que hace esquina con la calle de la Boqueria, se encuentra la escultura de la santa presidiendo el lugar)

## Restos
Cuando los restos de la santa fueron trasladados de Santa María de las Arenas a la Catedral, el 878, al llegar la procesión al portal de la ciudad, que era donde ahora se encuentra la Plaza del Ángel, el arca donde iban los restos se volvió tan pesada que no pudo ser movida y tuvieron que dejarla en tierra. A pesar de los intentos de levantarla, no  había manera de poder continuar con el traslado y se rezó para que el Cielo enviara una señal que permitiera conocer la causa. Un ángel se apareció entonces y señaló con el dedo a uno de los canónigos que participaba en la procesión: el sacerdote, arrepentido, confesó que, al hacer el traslado de los restos de la santa al arca, se  había quedado un dedo, como reliquia y, al devolverlo a su lugar, pudieron volver a levantar el arca y continuar la ceremonia: la santa no quería entrar "incompleta" a su ciudad. Por este motivo, la antigua Plaza del Trigo cambió el nombre y pasó a llamarse Plaza del Ángel y la actual calle de la Llibreteria tomó el nombre de Bajada de Santa Eulalia. Además, se  instaló en el portal la escultura de un ángel que señalaba hacia abajo y otra de santa Eulalia.[12]
Años después de su muerte, una reina visitó Barcelona y quiso ver el cuerpo de Santa Eulalia y cuando se  acercó quedó ciega.[13]
En 1714, después de la rendición de Barcelona, santa Eulalia hizo el milagro de esconder las armas a los ojos de los invasores, que solo encontraron algunas inservibles.[14]